# Hadame
Hadame és un clan somali, subclan dels Rahanweyn, grup dels mirifle, clan dels sagaal. Viuen al districte de Bakool i algunes zones del sud d'Etiòpia al límit amb el districte de Bay. La capital del Bakool, Xuddur, està poblada pels hadame.

## Subclans
- Gaaljeel
- Gaalboore
- Shirmooge
- Qamiisle
- Likse
- Reer Xasan